# Belfort-du-Quercy
Pour l’article homonyme, voir Belfort (homonymie).

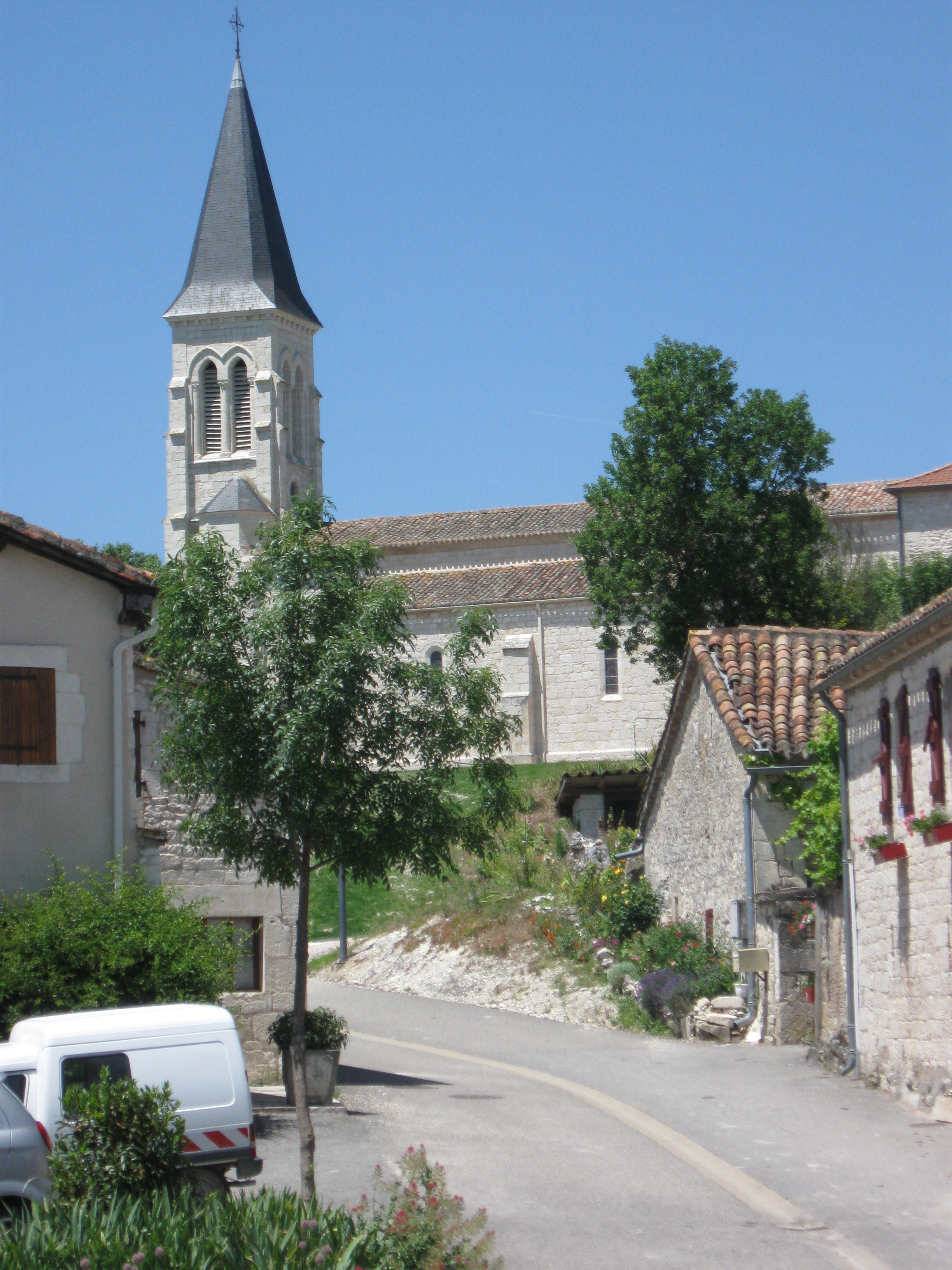
Notre-Dame-de-la-Figouze vue depuis la rue du Château.

Belfort-du-Quercy est une commune française située dans le sud du département du Lot en région Occitanie. 
Belfort-du-Quercy est une commune rurale qui compte 508 habitants en 2022, après avoir connu un pic de population de 2 285 habitants en 1793.  Ses habitants sont appelés les Belfortois ou  Belfortoises.

## Géographie

### Localisation
Commune du Quercy située dans le parc naturel régional des Causses du Quercy, limitrophe du département de Tarn-et-Garonne. Elle est au sud de Cahors et au nord de Caussade.
Elle est également dans le causse de Limogne, un des quatre causses du Quercy, dénudé et clairsemé de champs de lavande, de genévriers et de chênes truffiers.
Exposée à un climat océanique altéré, elle est drainée par le Lemboulas, le ruisseau de Dourre, le ruisseau de Glaich, le ruisseau de Léouré et par divers autres petits cours d'eau. Incluse dans le parc naturel régional des Causses du Quercy, la commune possède un patrimoine naturel remarquable : un site Natura 2000 (les « serres de Labastide-de-Penne et de Belfort-du-Quercy »), un espace protégé (le « géoparc des causses du Quercy ») et deux zones naturelles d'intérêt écologique, faunistique et floristique.
Les communes limitrophes sont  Cahors, Labastide-de-Penne, Lalbenque, Lapenche, Montalzat, Montdoumerc, Montpezat-de-Quercy et Puylaroque.
| Montdoumerc                           | Lalbenque                  |                                      |
| Montpezat-de-Quercy (Tarn-et-Garonne) | Belfort-du-Quercy          | Labastide-de-Penne (Tarn-et-Garonne) |
| Montalzat (Tarn-et-Garonne)           | Lapenche (Tarn-et-Garonne) | Puylaroque (Tarn-et-Garonne)         |

### Climat
Pour des articles plus généraux, voir Climat de l'Occitanie et Climat du Lot.
En 2010, le climat de la commune est de type climat du Bassin du Sud-Ouest, selon une étude s'appuyant sur une série de données couvrant la période 1971-2000. En 2020, Météo-France publie une typologie des climats de la France métropolitaine dans laquelle la commune est exposée à un climat océanique altéré et est dans la région climatique Aquitaine, Gascogne, caractérisée par une pluviométrie abondante au printemps, modérée en automne, un faible ensoleillement au printemps, un été chaud (19,5 °C), des vents faibles, des brouillards fréquents en automne et en hiver et des orages fréquents en été (15 à 20 jours).
Pour la période 1971-2000, la température annuelle moyenne est de 12,6 °C, avec une amplitude thermique annuelle de 15,6 °C. Le cumul annuel moyen de précipitations est de 851 mm, avec 9,1 jours de précipitations en janvier et 6 jours en juillet. Pour la période 1991-2020, la température moyenne annuelle observée sur la station météorologique la plus proche, située sur la commune de Saint-Vincent-d'Autéjac à 13 km à vol d'oiseau, est de 13,9 °C et le cumul annuel moyen de précipitations est de 771,1 mm,. Pour l'avenir, les paramètres climatiques de la commune estimés pour 2050 selon différents scénarios d'émission de gaz à effet de serre sont consultables sur un site dédié publié par Météo-France en novembre 2022.

### Milieux naturels et biodiversité

#### Espaces protégés
La protection réglementaire est le mode d’intervention le plus fort pour préserver des espaces naturels remarquables et leur biodiversité associée,.
La commune fait ainsi partie du parc naturel régional des Causses du Quercy, un espace protégé créé en 1999 et d'une superficie de 183 039 ha, qui s'étend sur 102 communes du département du Lot. La cohérence du territoire du Parc s’est fondée sur l’unité géologique d’un même socle de massif karstique, entaillé de profondes vallées. Le périmètre repose sur une unité de paysages autour de la pierre et du bâti (souvent en pierre sèche), de l’empreinte des pelouses sèches et du pastoralisme et de l’omniprésence des patrimoines naturels et culturels,. Ce parc a été classé Géoparc en mai 2017 sous la dénomination « géoparc des causses du Quercy, faisant dès lors partie du Réseau mondial des Géoparcs, soutenu par l’UNESCO, ;

#### Réseau Natura 2000

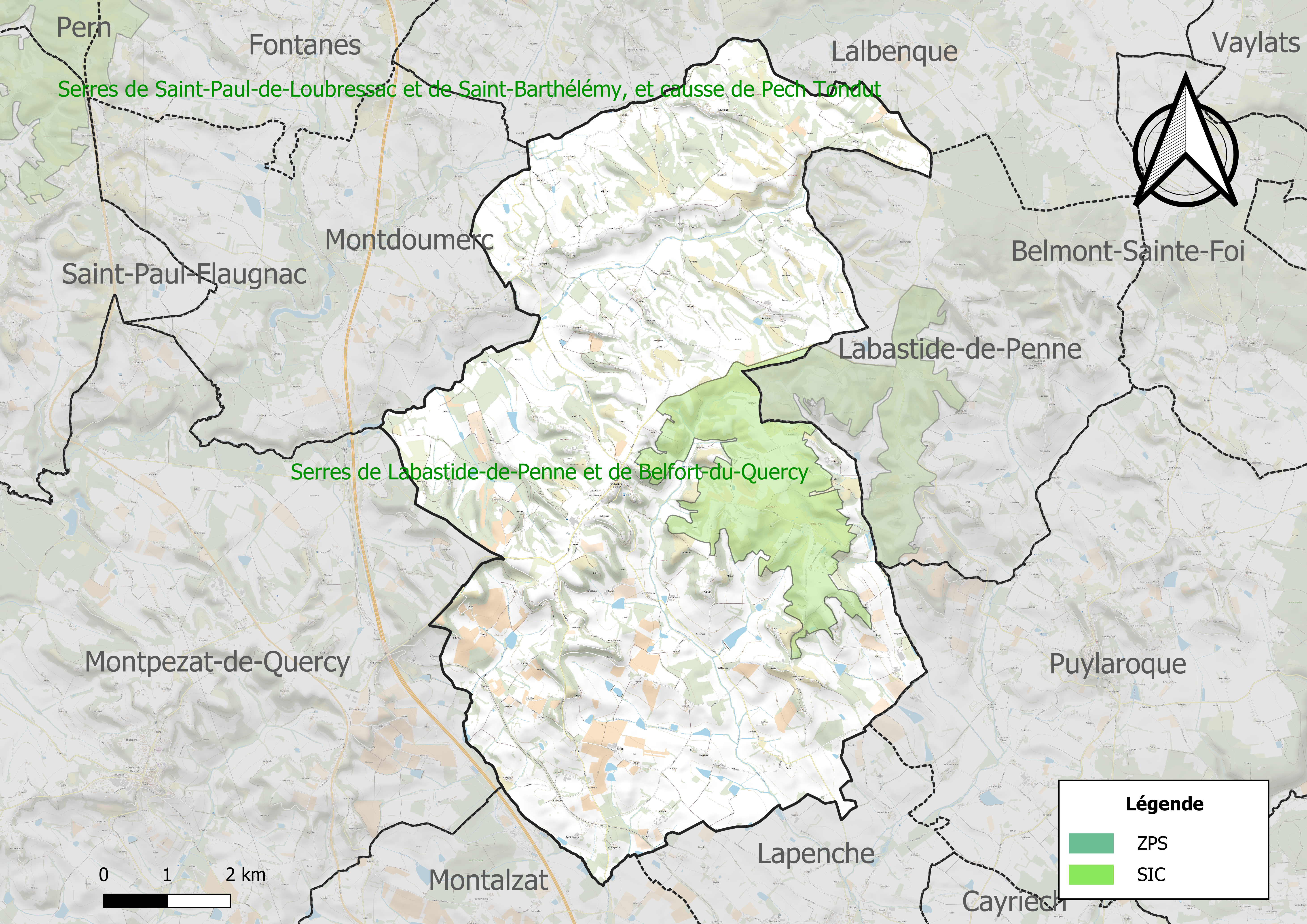
Site Natura 2000 sur le territoire communal.

Le réseau Natura 2000 est un réseau écologique européen de sites naturels d'intérêt écologique élaboré à partir des directives habitats et oiseaux, constitué de zones spéciales de conservation (ZSC) et de zones de protection spéciale (ZPS).
Un site Natura 2000 a été défini sur la commune au titre de la directive habitats : les « serres de Labastide-de-Penne et de Belfort-du-Quercy », d'une superficie de 616 ha, abritant une flore d'orchidées globalement diversifiée et abondante comptant au moins 30 espèces, dont 20 participant aux Brometalia, parmi lesquelles Ophrys lutea, Serapias vomeracea, Spiranthes spiralis. Une riche entomofaune comprenant, outre Euphydryas aurinia, diverses espèces méditerranéennes tels le criquet Omocestus raymondi et les papillons Anthocharis belia, également bien répandue sur le site.

#### Zones naturelles d'intérêt écologique, faunistique et floristique

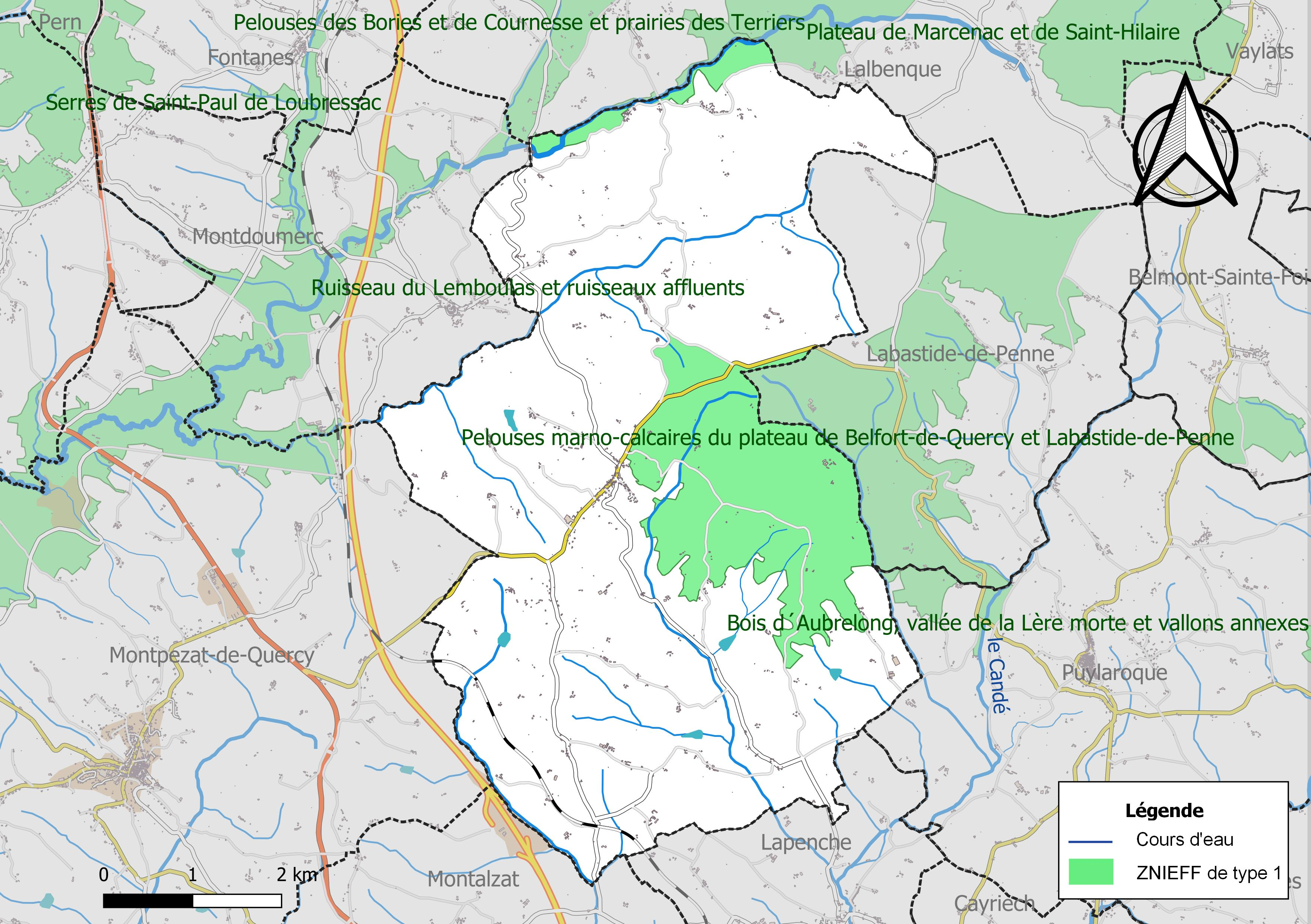
Carte des ZNIEFF de type 1 localisées sur la commune.

L’inventaire des zones naturelles d'intérêt écologique, faunistique et floristique (ZNIEFF) a pour objectif de réaliser une couverture des zones les plus intéressantes sur le plan écologique, essentiellement dans la perspective d’améliorer la connaissance du patrimoine naturel national et de fournir aux différents décideurs un outil d’aide à la prise en compte de l’environnement dans l’aménagement du territoire.
Deux ZNIEFF de type 1 sont recensées sur la commune :
les « pelouses marno-calcaires du plateau de Belfort-de-Quercy et Labastide-de-Penne » (1 188 ha), couvrant 4 communes dont deux dans le Lot et deux dans le Tarn-et-Garonne et 
le « ruisseau du Lemboulas et ruisseaux affluents » (1 311 ha), couvrant 9 communes dont six dans le Lot et trois dans le Tarn-et-Garonne.

## Urbanisme

### Typologie
Au 1er janvier 2024, Belfort-du-Quercy est catégorisée commune rurale à habitat très dispersé, selon la nouvelle grille communale de densité à sept niveaux définie par l'Insee en 2022.
Elle est située hors unité urbaine et hors attraction des villes,.

### Occupation des sols
L'occupation des sols de la commune, telle qu'elle ressort de la base de données européenne d’occupation biophysique des sols Corine Land Cover (CLC), est marquée par l'importance des territoires agricoles (93,8 % en 2018), en augmentation par rapport à 1990 (84 %). La répartition détaillée en 2018 est la suivante : 
zones agricoles hétérogènes (57,1 %), terres arables (25,4 %), prairies (10,3 %), forêts (4,2 %), milieux à végétation arbustive et/ou herbacée (2 %), cultures permanentes (1 %). L'évolution de l’occupation des sols de la commune et de ses infrastructures peut être observée sur les différentes représentations cartographiques du territoire : la carte de Cassini (XVIIIe siècle), la carte d'état-major (1820-1866) et les cartes ou photos aériennes de l'IGN pour la période actuelle (1950 à aujourd'hui).

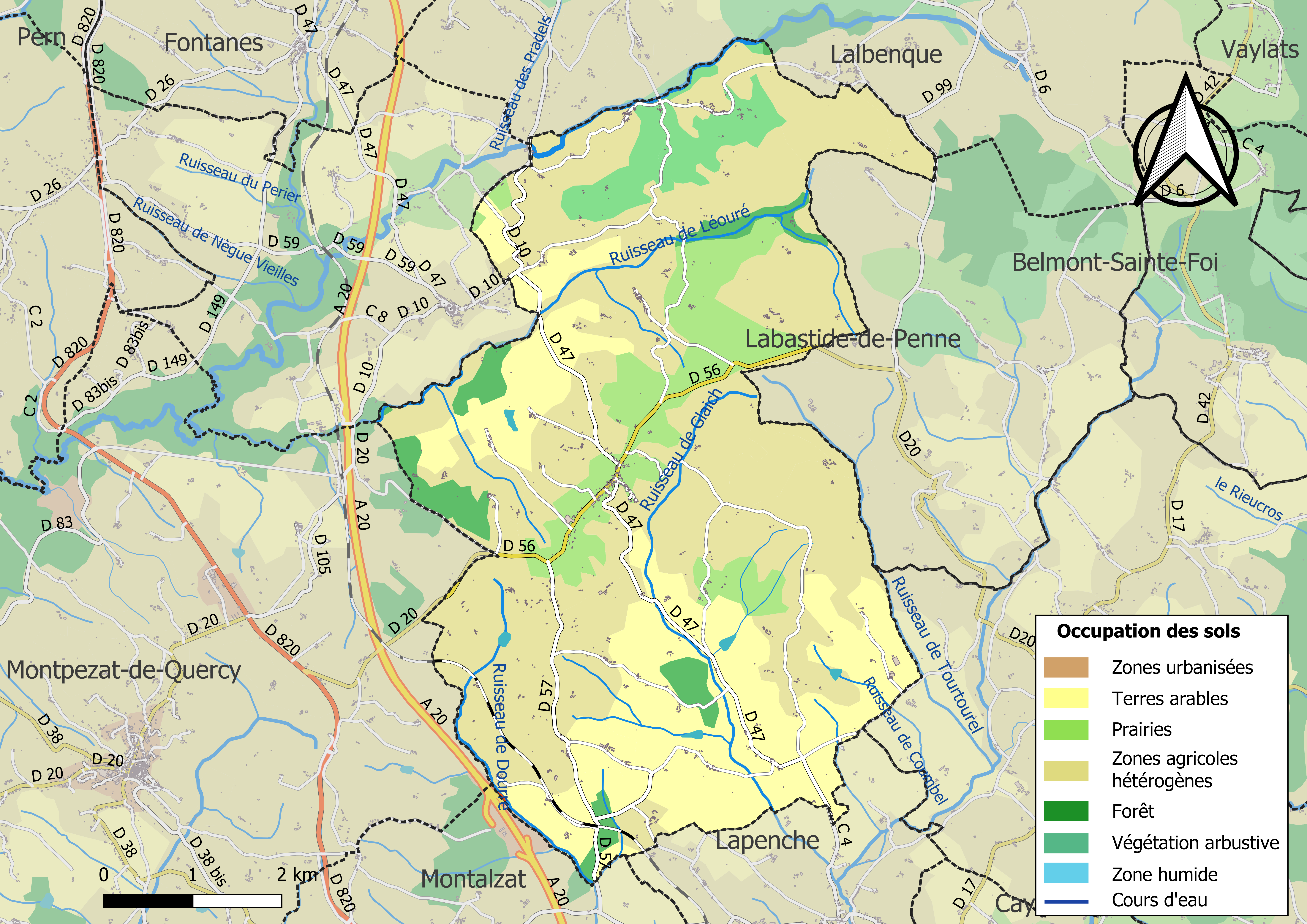
Carte des infrastructures et de l'occupation des sols de la commune en 2018 (CLC).

### Risques majeurs
Le territoire de la commune de Belfort-du-Quercy est vulnérable à différents aléas naturels : météorologiques (tempête, orage, neige, grand froid, canicule ou sécheresse), feux de forêts, mouvements de terrains et séisme (sismicité très faible). Il est également exposé à un risque technologique,  le transport de matières dangereuses. Un site publié par le BRGM permet d'évaluer simplement et rapidement les risques d'un bien localisé soit par son adresse soit par le numéro de sa parcelle.

#### Risques naturels
Belfort-du-Quercy est exposée au risque de feu de forêt. Un plan départemental de protection des forêts contre les incendies a été approuvé par arrêté préfectoral le 30 novembre 2015 pour la période 2015-2025. Les propriétaires doivent ainsi couper les broussailles, les arbustes et les branches basses sur une profondeur de 50 mètres, aux abords des constructions, chantiers, travaux et installations de toute nature, situées à moins de 200 mètres de terrains en nature
de bois, forêts, plantations, reboisements, landes ou friches. Le brûlage des déchets issus de l’entretien des parcs et jardins des ménages et des collectivités est interdit. L’écobuage est également interdit, ainsi que les feux de type méchouis et barbecues, à l’exception de ceux prévus dans des installations fixes (non situées sous couvert d'arbres) constituant une dépendance d'habitation.

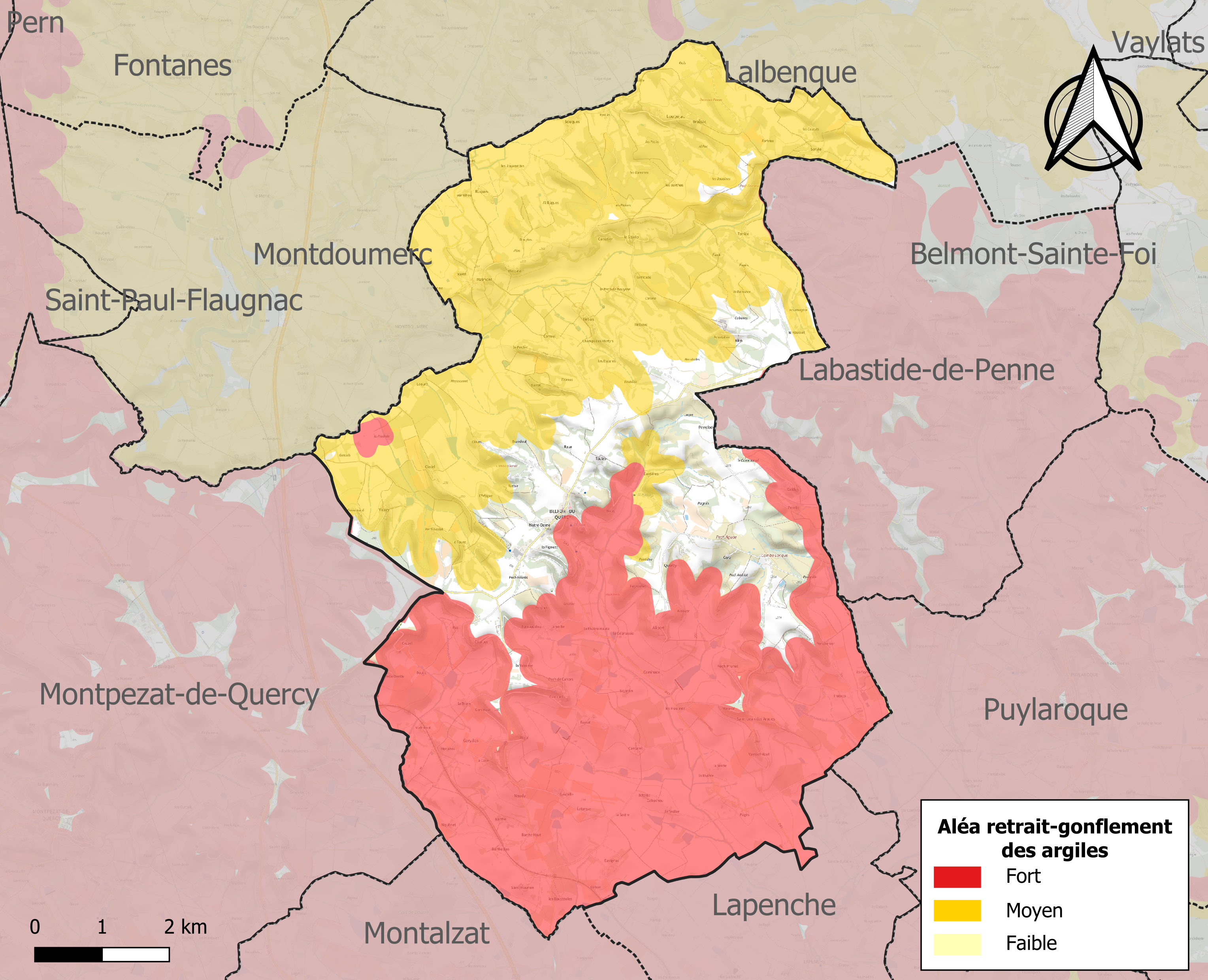
Carte des zones d'aléa retrait-gonflement des sols argileux de Belfort-du-Quercy.

Les mouvements de terrains susceptibles de se produire sur la commune sont des affaissements et effondrements liés aux cavités souterraines (hors mines), des éboulements, chutes de pierres et de blocs, des glissements de terrain et des tassements différentiels. Par ailleurs, afin de mieux appréhender le risque d’affaissement de terrain, l'inventaire national des cavités souterraines permet de localiser celles situées sur la commune.
Le retrait-gonflement des sols argileux est susceptible d'engendrer des dommages importants aux bâtiments en cas d’alternance de périodes de sécheresse et de pluie. 83,2 % de la superficie communale est en aléa moyen ou fort (67,7 % au niveau départemental et 48,5 % au niveau national). Sur les 317 bâtiments dénombrés sur la commune en 2019, 235 sont en aléa moyen ou fort, soit 74 %, à comparer aux 72 % au niveau départemental et 54 % au niveau national. Une cartographie de l'exposition du territoire national au retrait gonflement des sols argileux est disponible sur le site du BRGM,.
Par ailleurs, afin de mieux appréhender le risque d’affaissement de terrain, l'inventaire national des cavités souterraines permet de localiser celles situées sur la commune.
La commune a été reconnue en état de catastrophe naturelle au titre des dommages causés par les inondations et coulées de boue survenues en 1982, 1993 et 1999. Concernant les mouvements de terrains, la commune a été reconnue en état de catastrophe naturelle au titre des dommages causés par la sécheresse en 1989, 2009, 2011, 2012 et 2015 et par des mouvements de terrain en 1999.

#### Risques technologiques
Le risque de transport de matières dangereuses sur la commune est lié à sa traversée par une ligne de chemin de fer et une canalisation de transport d'hydrocarbures. Un accident se produisant sur de telles infrastructures est susceptible d’avoir des effets graves sur les biens, les personnes ou l'environnement, selon la nature du matériau transporté. Des dispositions d’urbanisme peuvent être préconisées en conséquence.

## Toponymie
Le toponyme Belfort à une origine romane composée de bèl et de fòrt qui désignent souvent un château fort.

## Histoire
Au décès de Jean-Hector de Roquefeuil, baron de Belfort, sa veuve et héritière bénéficiaire, Catherine de La Tour fit vente à Mr de Maraval de deux hommages, justice et rentes dépendant de sa succession (contrat du 3 juillet 1625). Cette vente fut contestée par le fils du baron à sa majorité (procès en 1656).
Seconde Guerre mondiale voir :  

## Politique et administration
| Période                                  | Période    | Identité             | Étiquette | Qualité             |
| ---------------------------------------- | ---------- | -------------------- | --------- | ------------------- |
| 1792                                     | 1802       | Jean-louis Coars     |           |                     |
| 1802                                     | 1806       | Pierre Soupa         |           |                     |
| 1806                                     | 1815       | Jean-baptiste Reilhe |           |                     |
| 1815                                     | 1824       | Alexandre Sicard     |           |                     |
| 1824                                     | 1830       | Antoine Sicard       |           |                     |
| 1830                                     | 1835       | Antoine Caminel      |           |                     |
| 1835                                     | 1848       | Antoine Sicard       |           |                     |
| 1848                                     | 1848       | Pierre Deilhes       |           |                     |
| 1848                                     | 1856       | Jean-pierre Canihac  |           |                     |
| 1856                                     | 1870       | Antoine Sicard       |           |                     |
| 1871                                     | 1874       | Alexandre Sicard     |           |                     |
| 1874                                     | 1876       | Antoine Caminel      |           |                     |
| 1876                                     | 1894       | Alexandre Sicard     |           |                     |
| 1895                                     | 10.10.1895 | Guillaume Vaysset    |           |                     |
| 1895                                     | 1919       | Antoine Caminel      |           |                     |
| 1919                                     | 1925       | Léon Canihac         |           |                     |
| 1925                                     | 1936       | Joseph Planchou      |           |                     |
| 1936                                     | 1947       | Blaise Grimal        |           |                     |
| 1947                                     | 1965       | Paul Lacassagne      |           |                     |
| 1965                                     | 1983       | Raymond Cantecorp    |           |                     |
| 1983                                     | 2008       | Raymond Lacan        | PS        | Conseiller général  |
| 2008                                     | 2014       | Alain Viet           | PRG       | enseignant/retraité |
| 2014                                     | 2020       | Claude Verines       | DVG       | Retraité agricole   |
| 2020                                     | en cours   | Francis Figeac       |           | Agriculteur         |
| Les données manquantes sont à compléter. |            |                      |           |                     |

## Démographie
| 1793  | 1800  | 1806  | 1821  | 1831  | 1836  | 1841  | 1846  | 1851  |
| ----- | ----- | ----- | ----- | ----- | ----- | ----- | ----- | ----- |
| 2 285 | 1 539 | 1 565 | 1 590 | 1 573 | 1 664 | 1 656 | 1 650 | 1 600 |

| 1856  | 1861  | 1866  | 1872  | 1876  | 1881  | 1886  | 1891  | 1896  |
| ----- | ----- | ----- | ----- | ----- | ----- | ----- | ----- | ----- |
| 1 556 | 1 530 | 1 471 | 1 396 | 1 396 | 1 335 | 1 257 | 1 180 | 1 135 |

| 1901  | 1906  | 1911 | 1921 | 1926 | 1931 | 1936 | 1946 | 1954 |
| ----- | ----- | ---- | ---- | ---- | ---- | ---- | ---- | ---- |
| 1 083 | 1 058 | 926  | 731  | 726  | 705  | 661  | 564  | 549  |

| 1962 | 1968 | 1975 | 1982 | 1990 | 1999 | 2006 | 2007 | 2012 |
| ---- | ---- | ---- | ---- | ---- | ---- | ---- | ---- | ---- |
| 541  | 519  | 483  | 441  | 458  | 464  | 513  | 520  | 508  |

| 2017 | 2022 | - | - | - | - | - | - | - |
| ---- | ---- | - | - | - | - | - | - | - |
| 516  | 508  | - | - | - | - | - | - | - |

## Économie

### Revenus
En 2018, la commune compte 212 ménages fiscaux, regroupant 475 personnes. La médiane du revenu disponible par unité de consommation est de 18 570 € (20 740 € dans le département).

### Emploi
|                | 2008  | 2013  | 2018  |
| -------------- | ----- | ----- | ----- |
| Commune        | 5,4 % | 7,2 % | 7,8 % |
| Département    | 7,3 % | 8,9 % | 9,6 % |
| France entière | 8,3 % | 10 %  | 10 %  |

En 2018, la population âgée de 15 à 64 ans s'élève à 295 personnes, parmi lesquelles on compte 70,5 % d'actifs (62,7 % ayant un emploi et 7,8 % de chômeurs) et 29,5 % d'inactifs,. Depuis 2008, le taux de chômage communal (au sens du recensement) des 15-64 ans est inférieur à celui de la France et du département.
La commune est hors attraction des villes,. Elle compte 130 emplois en 2018, contre 153 en 2013 et 136 en 2008. Le nombre d'actifs ayant un emploi résidant dans la commune est de 191, soit un indicateur de concentration d'emploi de 68,3 % et un taux d'activité parmi les 15 ans ou plus de 48,7 %.
Sur ces 191 actifs de 15 ans ou plus ayant un emploi, 72 travaillent dans la commune, soit 38 % des habitants. Pour se rendre au travail, 74,9 % des habitants utilisent un véhicule personnel ou de fonction à quatre roues, 1 % les transports en commun, 10,4 % s'y rendent en deux-roues, à vélo ou à pied et 13,6 % n'ont pas besoin de transport (travail au domicile).

### Activités hors agriculture

#### Secteurs d'activités
43 établissements sont implantés  à Belfort-du-Quercy au 31 décembre 2019. Le tableau ci-dessous en détaille le nombre par secteur d'activité et compare les ratios avec ceux du département,.
| Secteur d'activité                                                                                        | Commune | Commune | Département |
| Secteur d'activité                                                                                        | Nombre  | %       | %           |
| --- | ------- | ------- | ----------- |
| Ensemble                                                                                                  | 43      |         |             |
| Industrie manufacturière, industries extractives et autres                                                | 12      | 27,9 %  | (14 %)      |
| Construction                                                                                              | 7       | 16,3 %  | (13,9 %)    |
| Commerce de gros et de détail, transports, hébergement et restauration                                    | 7       | 16,3 %  | (29,9 %)    |
| Activités financières et d'assurance                                                                      | 2       | 4,7 %   | (2,8 %)     |
| Activités immobilières                                                                                    | 5       | 11,6 %  | (3,5 %)     |
| Activités spécialisées, scientifiques et techniques et activités de services administratifs et de soutien | 5       | 11,6 %  | (13,5 %)    |
| Administration publique, enseignement, santé humaine et action sociale                                    | 1       | 2,3 %   | (12 %)      |
| Autres activités de services                                                                              | 4       | 9,3 %   | (8,7 %)     |

Le secteur de l'industrie manufacturière, des industries extractives et autres est prépondérant sur la commune puisqu'il représente 27,9 % du nombre total d'établissements de la commune (12 sur les 43 entreprises implantées  à Belfort-du-Quercy), contre 14 % au niveau départemental.

#### Entreprises et commerces
Les deux entreprises ayant leur siège social sur le territoire communal qui génèrent le plus de chiffre d'affaires en 2020 sont : 
- La Pinede, commerce de gros (commerce interentreprises) de fruits et légumes (9 508 k€)
- Boissel Habitat, activités des sociétés holding (1 k€)

### Agriculture
La commune est dans le Quercy Blanc », une petite région agricole couvrant une partie du sud-ouestdu département du Lot. En 2020, l'orientation technico-économique de l'agriculture  sur la commune est la polyculture et/ou le polyélevage.
|               | 1988  | 2000  | 2010  | 2020  |
| ------------- | ----- | ----- | ----- | ----- |
| Exploitations | 71    | 64    | 44    | 41    |
| SAU (ha)      | 2 136 | 2 716 | 2 418 | 2 431 |

Le nombre d'exploitations agricoles en activité et ayant leur siège dans la commune est passé de 71 lors du recensement agricole de 1988  à 64 en 2000 puis à 44 en 2010 et enfin à 41 en 2020, soit une baisse de 42 % en 32 ans. Le même mouvement est observé à l'échelle du département qui a perdu pendant cette période 60 % de ses exploitations,. La surface agricole utilisée sur la commune est restée relativement stable, passant de 2136 ha en 1988 à 2431 ha en 2020. Parallèlement la surface agricole utilisée moyenne par exploitation a augmenté, passant de 30 à 59 ha.
Cependant plusieurs élevages canins dont le célèbre Pech du Cayrol (Chiens truffiers Lagotto Romagnolo) et la cynophilie en général portent haut à l’international les couleurs de la commune.

## Lieux et monuments
- Église Notre-Dame-de-l'Assomption de Belfort-du-Quercy, Bourg. L'édifice est référencé dans la base Mérimée et à l'Inventaire général Région Occitanie[41].
- Église Saint-Geniès de Saint-Geniès, sise au lieu-dit Saint-Geniès ou Saint-Geniès-de-la-Milhau. L'édifice est référencé dans la base Mérimée et à l'Inventaire général Région Occitanie[42].
- Chapelle Saint-Jean-des-Arades.

### Personnalités liées à la commune
- Pascal Martin.

#### Site de l'Insee
1. ↑  « La grille communale de densité », sur le site de l'Insee, 28 mai 2024 (consulté le 28 juin 2024).
2. ↑  Insee, « Métadonnées de la commune de Belfort-du-Quercy ».
3. ↑  « Base des aires d'attraction des villes 2020. », sur le site de l'Insee, 21 octobre 2020 (consulté le 28 juin 2024).
4. ↑  Marie-Pierre de Bellefon, Pascal Eusebio, Jocelyn Forest, Olivier Pégaz-Blanc et Raymond Warnod (Insee), « En France, neuf personnes sur dix vivent dans l’aire d’attraction d’une ville », sur le site de l'Insee, 21 octobre 2020 (consulté le 28 juin 2024).
5. ↑  « REV T1 - Ménages fiscaux de l'année 2018 à Belfort-du-Quercy » (consulté le 5 février 2022).
6. ↑  « REV T1 - Ménages fiscaux de l'année 2018 dans le Lot » (consulté le 5 février 2022).
7. 1 2  « Emp T1 - Population de 15 à 64 ans par type d'activité en 2018 à Belfort-du-Quercy » (consulté le 5 février 2022).
8. ↑  « Emp T1 - Population de 15 à 64 ans par type d'activité en 2018 dans le Lot » (consulté le 5 février 2022).
9. ↑  « Emp T1 - Population de 15 à 64 ans par type d'activité en 2018 dans la France entière » (consulté le 5 février 2022).
10. ↑  « Base des aires d'attraction des villes 2020 », sur site de l'Insee (consulté le 10 avril 2021).
11. ↑  « Emp T5 - Emploi et activité en 2018 à Belfort-du-Quercy » (consulté le 5 février 2022).
12. ↑  « ACT T4 - Lieu de travail des actifs de 15 ans ou plus ayant un emploi qui résident dans la commune en 2018 » (consulté le 5 février 2022).
13. ↑  « ACT G2 - Part des moyens de transport utilisés pour se rendre au travail en 2018 » (consulté le 5 février 2022).
14. ↑  « DEN T5 - Nombre d'établissements par secteur d'activité au 31 décembre 2019 à Belfort-du-Quercy » (consulté le 14 février 2022).
15. ↑  « DEN T5 - Nombre d'établissements par secteur d'activité au 31 décembre 2019 dans le Lot » (consulté le 14 février 2022).

#### Autres sources
1. ↑  Carte IGN sous Géoportail
2. 1 2  Daniel Joly, Thierry Brossard, Hervé Cardot, Jean Cavailhes, Mohamed Hilal et Pierre Wavresky, « Les types de climats en France, une construction spatiale », Cybergéo, revue européenne de géographie - European Journal of Geography, no 501,‎ 18 juin 2010 (DOI 10.4000/cybergeo.23155, lire en ligne, consulté le 14 novembre 2023)
3. ↑  « Zonages climatiques en France métropolitaine. », sur pluiesextremes.meteo.fr (consulté le 14 novembre 2023).
4. ↑  « Orthodromie entre Belfort-du-Quercy et Saint-Vincent-d'Autéjac », sur fr.distance.to (consulté le 14 novembre 2023).
5. ↑  « Station Météo-France « Saint-Vincent » (commune de Saint-Vincent-d'Autéjac) - fiche climatologique - période 1991-2020 », sur donneespubliques.meteofrance.fr (consulté le 14 novembre 2023).
6. ↑  « Station Météo-France « Saint-Vincent » (commune de Saint-Vincent-d'Autéjac) - fiche de métadonnées. », sur donneespubliques.meteofrance.fr (consulté le 14 novembre 2023).
7. ↑  « Climadiag Commune : diagnostiquez les enjeux climatiques de votre collectivité. », sur meteofrance.fr, novembre 2022 (consulté le 14 novembre 2023).
8. ↑  « Les espaces protégés. », sur le site de l'INPN (consulté le 10 mai 2022).
9. ↑  « Liste des espaces protégés sur la commune », sur le site de l'inventaire national du patrimoine naturel (consulté le 1er septembre 2021).
10. ↑  « Le parc naturel régional des Causses du Quercy – charte 2012-2024 »(Archive.org • Wikiwix • Archive.is • Google • Que faire ?), sur parc-causses-du-quercy.fr (consulté le 8 mai 2021).
11. ↑  [PDF]« Le parc naturel régional des Causses du Quercy – charte 2012-2024 - le rapport »(Archive.org • Wikiwix • Archive.is • Google • Que faire ?), sur parc-causses-du-quercy.fr (consulté le 8 mai 2021).
12. ↑  « - fiche descriptive », sur le site de l'inventaire national du patrimoine naturel (consulté le 1er septembre 2021).
13. ↑  « le géoparc des Causses du Quercy »(Archive.org • Wikiwix • Archive.is • Google • Que faire ?), sur le site des Géoparks de l'Unesco (consulté le 26 août 2021).
14. ↑  « - fiche descriptive », sur le site de l'inventaire national du patrimoine naturel (consulté le 1er septembre 2021).
15. ↑  Réseau européen Natura 2000, Ministère de la transition écologique et solidaire
16. ↑  « Liste des zones Natura 2000 de la commune de Belfort-du-Quercy », sur le site de l'Inventaire national du patrimoine naturel (consulté le 1er septembre 2021).
17. ↑  « site Natura 2000 FR7300919 - fiche descriptive », sur le site de l'inventaire national du patrimoine naturel (consulté le 1er septembre 2021).
18. ↑  « Liste des ZNIEFF de la commune de Belfort-du-Quercy », sur le site de l'Inventaire national du patrimoine naturel (consulté le 1er septembre 2021).
19. ↑  « ZNIEFF les « pelouses marno-calcaires du plateau de Belfort-de-Quercy et Labastide-de-Penne » - fiche descriptive », sur le site de l'inventaire national du patrimoine naturel (consulté le 1er septembre 2021).
20. ↑  « ZNIEFF le « ruisseau du Lemboulas et ruisseaux affluents » - fiche descriptive », sur le site de l'inventaire national du patrimoine naturel (consulté le 1er septembre 2021).
21. ↑  « CORINE Land Cover (CLC) - Répartition des superficies en 15 postes d'occupation des sols (métropole). », sur le site des données et études statistiques du ministère de la Transition écologique. (consulté le 14 avril 2021).
22. 1 2  « Les risques près de chez moi - commune de Belfort-du-Quercy », sur Géorisques (consulté le 17 octobre 2022).
23. ↑  BRGM, « Évaluez simplement et rapidement les risques de votre bien », sur Géorisques (consulté le 13 septembre 2022).
24. ↑  « Dossier départemental des risques majeurs dans le Lot »(Archive.org • Wikiwix • Archive.is • Google • Que faire ?), sur lot.gouv.fr (consulté le 13 septembre 2022).
25. ↑  « Dossier départemental des risques majeurs dans le Lot »(Archive.org • Wikiwix • Archive.is • Google • Que faire ?), sur lot.gouv.fr (consulté le 13 septembre 2022), chapitre Mouvements de terrain.
26. 1 2  « Liste des cavités souterraines localisées sur la commune de Belfort-du-Quercy », sur georisques.gouv.fr (consulté le 13 septembre 2022).
27. ↑  « Retrait-gonflement des argiles », sur le site de l'observatoire national des risques naturels (consulté le 13 septembre 2022).
28. ↑  « Dossier départemental des risques majeurs dans le Lot »(Archive.org • Wikiwix • Archive.is • Google • Que faire ?), sur lot.gouv.fr (consulté le 13 septembre 2022), chapitre Risque transport de matières dangereuses.
29. ↑  Gaston Bazalgues, À la découverte des noms de lieux du Quercy : Toponymie lotoise, Gourdon, Éditions de la Bouriane et du Quercy, juin 2002, 127 p. (ISBN 2-910540-16-2), p. 106.
30. ↑  « Les maires de Belfort-du-Quercy », sur Site francegenweb, 19 février 2011 (consulté le 2 mars 2016).
31. ↑  liste des membres du conseil municipal (2008-2014)
32. ↑  L'organisation du recensement, sur insee.fr.
33. ↑  Calendrier départemental des recensements, sur insee.fr.
34. ↑  Des villages de Cassini aux communes d'aujourd'hui sur le site de l'École des hautes études en sciences sociales.
35. ↑  Fiches Insee - Populations de référence de la commune pour les années 2006, 2007, 2008, 2009, 2010, 2011, 2012, 2013, 2014, 2015, 2016, 2017, 2018, 2019, 2020, 2021 et 2022.
36. ↑  « Entreprises à Belfort-du-Quercy », sur entreprises.lefigaro.fr (consulté le 14 février 2022).
37. ↑  « Les régions agricoles (RA), petites régions agricoles(PRA) - Année de référence : 2017 », sur agreste.agriculture.gouv.fr (consulté le 14 février 2022).
38. ↑  Présentation des premiers résultats du recensement agricole 2020, Ministère de l’agriculture et de l’alimentation, 10 décembre 2021
39. 1 2  « Fiche de recensement agricole - Exploitations ayant leur siège dans la commune de Belfort-du-Quercy - Données générales », sur recensement-agricole.agriculture.gouv.fr (consulté le 14 février 2022).
40. ↑  « Fiche de recensement agricole - Exploitations ayant leur siège dans le département du Lot » (consulté le 14 février 2022).
41. ↑  « Église paroissiale Notre-Dame », sur pop.culture.gouv.fr (consulté le 10 mai 2021).
42. ↑  « Église paroissiale Saint-Geniès », sur pop.culture.gouv.fr (consulté le 10 mai 2021).